# Støvring (Randers Kommune)
 For alternative betydninger, se Støvring. (Se også artikler, som begynder med Støvring)
Støvring er en landsby i Østjylland og har ca. 200 indbyggere (2009) . Støvring er beliggende 10 kilometer nordøst for Randers og tre kilometer øst for Harridslev. Landsbyen lagde igennem middelalderen og helt op til kommunalreformen i 1970 navn til Støvring Herred.
Støvring er en slynget vejby, hvis sydlige ende ligger på en bakke med udsyn over Randers Fjord mod øst. Landskabet er varieret med både marker, golfbane, skov og fjorden. Øverst i byens i sydlige ende ligger kirken med frit udsyn stort set hele vejen rundt. I landskabet omkring Støvring ses i øvrigt diger og hegn i karakteristisk stjerneform, der stammer fra udskiftningen i 1790. Støvring er en langstrakt struktur omkring Kronjydevej og Lindbjergvej. Gårdene der tidligere flankerede gadeforløbet, er for de flestes vedkommende skiftet ud med byhuse. Et velbevaret bystævne, en karakteristisk smedje, forsamlingshuset og en flot gammel skolebygning, fortæller historien om en meget aktiv landsby.
Landsbyen har gode vej- og busforbindelser til Randers.
Harridslev er det naturlige infrastrukturknudepunkt med skole, daginstitutioner, dagligvarebutik, benzintank mv. inden for 3-4 minutters kørsel på vejen mod Randers, som ligger 7-10 minutter fra landsbyen. På 5 minutter kan man være ved Mellerup-Voer-færgen, der giver adgang til hele Norddjurs.
I Mellerup ligger en god privatskole - Mellerup Friskole - kun 3 minutters kørsel fra Støvring. Den har også naturbørnehave.
Der er skolebusser til både Korshøjskolen i Harridslev og Mellerup Friskole.
Støvring har egen smede- og VVS-virksomhed, ligesom nabolandsbyerne giver adgang til servicevirksomheder inden for el, VVS, auto- og traktormekanikere, entreprenører, malere, tømrere mv.
Byen ligger i Region Midtjylland og hører under Randers Kommune. Støvring er beliggende i Støvring Sogn.
Støvring Kirke ligger i Støvring.
Støvringgaard Kloster ligger 2 km øst for Støvring.
Randers Fjord Golfklub ligger i Støvring. Støvring har udsigt over en stor del af Randers Fjord med Randers Fjord Naturpark som en væsentlig del af det omkringliggende opland.
Nørreskoven ligger mellem Støvringgaard Kloster, Støvring og Mellerup og er primært løvskov med gode, kuperede stier.
De nærmeste landsbyer er Harridslev, Albæk, Østrup, Mellerup, Åstrup og Lindbjerg.

## Historie
Landsbyen Støvrings forgænger kendes som en driftig jernalderboplads.
Landsbyen Støvring bestod i 1682 19 gårde. Det samlede dyrkede areal udgjorde 487,8 tønder land skyldsat til 105,67 tønder hartkorn. Dyrkningsformen var græsmarksbrug med tægter.
I den sydlige del af byen ligger kirken, der er opført omkring år 1200, på toppen af Murhusbakken og præstegården lige syd for. Under andelsforeningernes opblomstring sidst i 1800-tallet er der i Støvring grundlagt et andelsmejeri ’Kronjyden’ (1887) og et forsamlingshus (1889), som er meget aktiv i landsbyens og områdets dagligliv.
I byens nordlige kant ligger skolen fra 1906. Som en af de eneste landsbyer i Randers Kommune har Luftfoto 2010, 1:20.000, Støvring Støvring N Støvring et bevaret bystævne med en grundlovslind, der er plantet i 1915 for at fejre kvinders valgret. Bystævnet ligger meget centralt i byen på Nørreskovvej 4.

## Geografi og topografi
Landskab Det højtliggende landskab omkring Støvring består af storbakkede moræner, der mod øst falder forholdsvist stejlt ned mod de lavtliggende Støvring Enge ved Randers Fjord. Moræneskrænterne mellem det højtliggende landskab og de flade fjordenge er stærkt kuperet, og flere slugter skærer sig ind i skrænten. Det flade fjordlandskab består af hævet stenalderhavbund og blev bragt under kultur efter inddigning og afvanding i 1942 og 43. Mellem Støvring og Støvring Enge er der flere større skovområder – Sønderskov, Nørreskov, Hvedeland. I Sønderskov, syd for Støvringgård ligger ’Spaniolernes Ridebane’. Stedet har fået tilnavnet efter de spanske hjælpetropper der var indkvarteret på egnen i 1808 under Napoleonskrigene.
Støvring ligger meget flot på toppen af en moræne med Støvring Kirkebakke som områdets absolut højeste punkt. Kirkebakken når 74 moh.. Herfra falder landsbyen mod nord. Derved har Støvring Kirke ikke bare landsbyens højeste placering, men hele områdets. Kirken kan derfor ses langvejs fra og er særlig tydelig set fra øst. Støvring er stjerneudskiftet i 1790. Den karakteristiske udstykningsform, der stråler ud fra byen, er næsten ikke længere at se. Dog med undtagelse af jorderne nordøst for Støvring. Her ses de karakteristiske diger og hegn stadig.

## Arkitektur
Den gamle smedje midt i Støvring udgør sammen med grundlovslinden og bystævnet, et fint lille miljø. Smedjen består af værkstedsbygningen ud til Kronjydevej og boligen ind mod Nørreskovvej. Boligen er ifølge inskriptionen i gavlen fra 1906. Men ifølge BBR er huset fra 1830 og værkstedsbygningen fra 1900.
Gården Kronjydevej 40 er et velbevaret firelænget anlæg med fritliggende stuehus fra 1870. Huset er symmetrisk og taktfast med tegltag, fire bevarede skorstene og to indgangsdøre omkranset af søjleimitationer i hvidmalet cementpuds. Gården synes ikke længere at være i drift.
Den gamle skole på Kronjydevej 61 har en karakterfuld facade med store vinduespartier. Bygningen benyttes i dag til beboelse og fremstår nyrenoveret med respekt for bygningens originalitet.[kilde mangler] Både klasseværelsesfløj og sidefløj har skifertag og har i det hele taget et meget originalt udtryk.
Sammen med de tre ovenstående eksempler rummer Støvring flere potentielt bevaringsværdige huse.[kilde mangler]

## Galleri
- Grundlovslinden
- Støvring gamle skole
- Brauers Hus